# امپوهیب
امپوهیب (به لاتین: Ampohibe) یک سکونتگاه مسکونی در ماداگاسکار است که در ساوا (ماداگاسکار) واقع شده‌است.

## خصوصیات
امپوهیب ۲۳٬۶۲۳ نفر جمعیت دارد.